# ليزا ناكامورا
ليزا ناكامورا (بالإنجليزية: Lisa Nakamura)‏ مديرة وأستاذة في الدراسات للبرنامج الآسيوي الأمريكي في معهد أبحاث الاتصالات في جامعة إلينوي في إربانا-شامبين.

## التعليم
حصلت ليزا ناكاموراعلى بكالوريوس في الفنون من جامعة ريد وعلى دكتوراه في اللغة الإنكليزية من مركز التخرج في جامعة مدينة نيويورك.
ليزا أستاذة في دراسات وسائل الإعلام والسينما، وأستاذة في الدراسات الآسيوية الأمريكية، وأستاذة في دراسات المرأة ونوع الجنس.
وهي عضو في هيئة التحرير لمجلة الدراسات الآسيوية الأمريكية والاتصالات، والدراسات الثقافية النقدية والألعاب والحضارة، ووسائل الإعلام الجديدة والمجتمع.

## مساهمات
ناكامورا مديرة برنامج الدراسات الأمريكية الآسيوية، وأستاذة في معهد البحوث وبرنامج الدراسات الإعلامية والاتصالات وأستاذة في الدراسات الأمريكية الآسيوية لجامعة إلينوي في أوربانا شامبين.
المناطق الرئيسية لها من مساهمة في استجواب الافتراضات العرقية / الإثنية جزءا لا يتجزأ من تمثيل السباق في وسائل الإعلام الرقمية، لا سيما داخل ثقافات الألعاب.
وهي مؤلفة «سباق الترقيم: الثقافات المرئية للانترنت», «سباقات الإنترنت: العرق، الإثنية، والتحديد على الإنترنت» 
“Digitizing Race: Visual Cultures of the Internet”, “Cybertypes: Race, Ethnicity, and Identify on the Internet
شاركت في تحرير مجلة "سباق في الفضاء الإلكتروني." "Race in Cyberspace" وقد نشرت أيضا مقالات في"دراسات نقدية في الاتصال الإعلامي" “PMLA" "مجلة السينما", "استعراض المرأة للكتب" "غرفة مظلمة" "ومجلة أيوا للدراسات الثقافية"
“Cinema Journal,” “The Women’s Review of Books,” Camera Obscura,” and the Iowa Journal of Cultural Studies.”.
عملت ناكاميورا على دراسة جديدة حول لعب ألعاب Massively Multiplayer Online Role ، العمل العنصري عبر الوطنية، عاصمة مجسمة في عالم «بوستريكل» ودرست الدورات على الأمريكيين الآسيويين ووسائل الاعلام وكذلك دورات متقدمة على انتقاد وسائل الاعلام الجديدة والتاريخ والنظرية.

## الكتب
كتاب ناكامورا " سباق الترقيم: الثقافات المرئية للانترنت", يناقش الثقافات المرئية للإنترنت ونوع المعلومات التي نسعى إليها على الإنترنت.وهي تهتم بالنشوء والشعبية الهائلة من المواقع التي تتناول موضوعات عنصرية التي أنشئت من قبل ولأشخاص ملونين.وهي تهتم بما تسميه منطق الإنترنت "
البصري "racio .
جيسي دانيلز من جامعة هانتر، المدينة الجامعية لنيويورك يقول بأن نظرة الكتاب المركزية هي أن الأنترنت هو "تقنية بصرية، وهو بروتوكول للمشاهدة وهو مرتبط بالشبكة بطرق تنتج مجموعة معينة من التكوينات العرقية.
من الفيسبوك إلى يوتيوب إلى الأفاتارز إلى ألعاب الفيديو، التمثيلات المرئية على الإنترنت تدمج الذات المجسدة الجنسانية. دوريس ويت من جامعة أيوا تستعرض كتاب "سباق في الفضاء الاكتروني" الذي حرره بيث أي كولكو وليزا ناكامارو وغيلبرت بي رودمان. في محاولة للانفتاح على "فضاء إذ تجري محادثة عن العرق والفضاء الإلكتروني أكبر وموسعة بشكل كبير وأكثر شمولا، يناقش ويت كيف أن الكتاب يناقش العملية التي من خلال يتم تنفيذ السباق على الإنترنت من قبل مستهلكين مميزين من الفضاء الاكتروني بدلا من الطريقة التي تم بها إنتاج الفضاء الإلكتروني وساعدت في إعادة تقسيم عنصري عالمي للعمل.
كما استعرضتها سامانثا بلاكمون منجامعة بوردو، كتاب ناكامورا الثالث، «سباقات الإنترنت: العرق، الإثنية، والتحديد على الإنترنت», تهدف إلى التحقيق بكيفية تشكيل الإنترنت واعادة تشكيله لتصوراتنا في العرق أو الأصل العرقي والهوية.
تصرح بلاكمون بأن تحدد ناكامورا صور الهوية العرقية على الإنترنت التي تشكل تصوراتنا للفضاء الإلكتروني، وكيف يتم عادة تحديد وتعريف أنواع الفضاء الإلكتروني عن طريق القوالب العرقية والإثنية التي التي تم تأسيسها مسبقا في مجتمعنا الحالي.

## العضوية
- مجموعة دراسات ماديسون ميلون على الموسيقا الالكترونية: موضع الكترونيكا من عام 2002 إلى عام 2004.
- عضو في جمعية الدراسات الأمريكية الآسيوية، من 1999 حتى الآن.
- عضو في جمعية الدراسات الأمريكية من عام 1999 إلى الآن.
- عضو في رابطة باحثي الإنترنت، من 2001 حتى الآن.
- عضو في مجتمع دراسات حول السينما والإعلام، من 2003 حتى الآن.
- عضو في كونسولينغ باشينز، 2005 حتى الآن.

## مقالات ذات صلة
- تجول الهوية